# Сідерський Зіновій Осипович
Зіно́вій О́сипович Сіде́рський (16 (28) грудня 1897 , Ковно  — 22 серпня 1938 , Київ ) — український радянський політичний діяч, виконувач обов'язків народного комісара землеробства Української РСР, один із організаторів українського кіновиробництва 1920-х років. Член ЦК КП(б)У в червні 1937 — січні 1938 р. Член Організаційного бюро ЦК КП(б)У в червні 1937 — січні 1938 р.

## Життєпис
Народився 28 грудня 1897 року в Каунасі (за іншими даними — в містечку Петриков Мозирського повіту Мінської губернії) у родині єврейського ремісника-кравця. У 1913 році закінчив ремісниче училище в місті Ковно. У 1915 році навчався у художній школі в місті Пензі. У 1915—1918 роках — учень реальних училищ в містах Пензі та Мінську. У вересні 1918 року закінчив Мінське реальне училище. У вересні — грудні 1918 р. — репетитор, викладач приватних уроків у місті Ромнах.
У 1917—1918 роках — член Української партії соціалістів-революціонерів, лівих есерів (боротьбистів). У жовтні 1918 року вступив до РКП(б).
У грудні 1918 — березні 1919 р. — заступник голови Роменської повітової надзвичайної комісії (ЧК) Полтавської губернії. За його сприяння в Ромнах було 1918 року створено пам'ятник Кобзарю Іваном Кавалерідзе.
У березні — серпні 1919 р. — курсант 2-х військово-інженерних командних курсів РСЧА у Києві. У серпні — грудні 1919 р. — партійний робітник більшовицького підпілля міста Катеринослава. У грудні 1919 — березні 1920 р. — начальник політичного секретаріату 24-ї окремої бригади РСЧА. У березні — липні 1920 р. — помічник військового комісара Роменського повітового військкомату. У липні — грудні 1920 р. — командир загону по боротьбі з бандитизмом в Роменському повіті.
У грудні 1920 — серпні 1921 р. — секретар Роменського повітового комітету КП(б)У Полтавської губернії. У серпні 1921 — березні 1922 р. — секретар Прилуцького повітового комітету КП(б)У Полтавської губернії.
У березні 1922 — березні 1923 р. — завідувач Полтавського губернського політико-просвітнього відділу. У березні 1923 — квітні 1924 р. — секретар Полтавського міського комітету КП(б)У Полтавської губернії. Працюючи в Полтаві, сприяв направленню на навчання до місцевого Українського музично-драматичного театру Івана Козловського, який проходив військову службу в Полтаві в 1920—1923 рр.
У квітні 1924 — серпні 1925 р. — інструктор і завідувач відділу агітації і пропаганди Чернігівського губернського комітету КП(б)У.
У серпні 1925 — вересні 1927 р. — відповідальний секретар Глухівського окружного комітету КП(б)У.
У вересні 1927 — серпні 1928 р. — заступник голови правління ВУФКУ (Всеукраїнського Фото-Кіно Управління), один із організаторів українського кіновиробництва. Зокрема, залучив до кіно Івана Кавалерідзе, з яким був знайомий ще з часів роботи в Ромнах.
У серпні 1928 — січні 1930 р. — заступник завідувача організаційно-розподільного відділу Київського окружного комітету КП(б)У.
У січні 1930 — 4 травня 1932 р. — заступник народного комісара землеробства Української РСР. Один з організаторів Голодомору в Україні.
У лютому 1932 — лютому 1933 р. — відповідальний секретар Херсонського міського комітету КП(б)У. У лютому 1933 — березні 1934 р. — керуючий Одеського відділення Трактороцентру в місті Одесі.
У березні 1934 — вересні 1935 р. — завідувач сільськогосподарського відділу ЦК КП(б)У.
У серпні 1935 — квітні 1937 — 1-й секретар Молдавського обласного комітету КП(б)У.
У квітні — липні 1937 р. — завідувач відділу керівних партійних органів ЦК КП(б)У.
У липні — листопаді 1937 р. — 1-й заступник народного комісара землеробства Української РСР. У жовтні — листопаді 1937 р. — виконувач обов'язків народного комісара землеробства Української РСР.
На XIII з'їзді Компартії більшовиків України 27 травня — 3 червня 1937 року голова Всеукраїнської сільськогосподарської академії Тесленко виступив зі звинуваченнями Сідерського в тому, що він у «класовій боротьбі на ділянці сільгоспнауки підтримував ворогів». У своєму виступі Тесленко також посилався на власну заяву від 19.03.1937 p. про злочини Сідерського на адресу Косіора та Єжова.
Арештований 26 листопада 1937 року. Сину Володимиру (нар. 07.07.1926), коли арештували батька, було 11 років. Його життя теж нещасливо склалося — з 1946 р. до 1951 року катувався по ГУЛАГах, у літньому віці очолював київську спілку колишніх в'язнів ГУЛАГу, онук Андрій Володимирович (нар. 1960) — викладач йоги.
22 серпня 1938 року Військова Колегія Верховного суду СРСР засудила Зіновія Сідерського за «участь в антирадянській терористичній організації, що існувала в Наркомземі УРСР, та за шпигунство на користь польської розвідки» до розстрілу, здійсненого в той же день. Посмертно реабілітований 21 березня 1958 року.